# Хрчак Роборовског
Хрчак Роборовског (лат. Phodopus roborovskii), такође познат као пустињски хрчак, Робо патуљасти хрчак или једноставно патуљасти хрчак, је патуљаста, најмања врста хрчка рода Phodopus. Јединке су дужине 70-90 mm. Њихово природно станиште су пустиње, полустепе и степе Монголије и северне Кине. Животни век хрчка Роборовског је две до три године. Препознатљиве карактеристике хрчка Роборовског су бијеле мрље налик на обрве и недостатак леђне пруге (пронађене на осталим члановима рода Phodopus). Просечан животни вијек хрчка Роборовског је 2-4 године, мада то зависи од животних услова (екстреми су четири године у заточеништву и двије у дивљини). Хрчак Роборовски је познат по својој брзини и речено је да трче до 6 миља ноћу.

## Опис
Једна од најмањих врста из породице хрчака . Одрасли појединци достижу дужину до 4-5 цм и теже око 30 грама. Глава и леђа су пешчано-златне боје, стомак је бео. Изнад очију постоје светле тачке.
Живе у пешчаним пределима у плитким пешчаним јазбинама са 1-2 пролаза. Активан у сумрак и ноћу. Гнезде се од маја до септембра. Женка је у стању да донесе 3-4 легла по сезони. У једном леглу може бити од 3 до 9 младунаца. Женка постаје полно зрела у доби од 3-4 недеље, али успешна репродукција, по правилу, почиње од 4-5 месеци. Трудноћа траје 19-22 дана. Младунци постају независни 4 недеље након рођења.

## Распрострањеност и станиште
Хрчци Роборовског се налазе у пустињским регионима, као што су слив Зајсанског језера у Казахстану и региони Тува, Монголија и Синђанг у Кини. Хрчци насељавају подручја растреситог пијеска и ријетке вегетације и ријетко се налазе у подручјима густе вегетације и чврстих глинених подлога. Они живе на надморским висинама од око 1.200 метара (3.900 фт) - 1.450 метара (4.760 фт) и иако су истраживања спроведена, не постоји фосилни запис за ову врсту. Њихова ефикасна употреба воде чини их посебно погодним за степске и пустињске регионе које насељавају. Они копају и живе у јазбинама са стрмим тунелима дубоким и шест метара под земљом. У дивљини, хрчци Роборовског су крепускуларни, најактивнији су у зору и сумрак.
Утврђено је да су хрчци Роборовског чешћи у јужном дијелу свог распрострањеног опсега, у областима као што су Јулин (Шенси), Кина. Пријављено је као уобичајено виђење од стране локалног становништва у овом граду и у пјешчаним динама пустиње Ордос.

### Исхрана
Хрчци Робовског су сваштоједи. Они првенствено једу житарице, поврће, воће и биљке, али ће такође јести месо и инсекте када су присутни. Хрчци Роборовски остају под земљом зими и преживљавају у тој сезони тако што складиште храну у топлијем времену и чувају је у посебним коморама за храну унутар свог система јазбина. 
У кинеској провинцији Шенски је познат по исхрани сјемена проса.
У Монголији, инсекти попут тврдокрилаца, ухолажа и цврчака су дио његове исхране. Према Формосову, залихе неколико јазбина указују на исхрану засновану готово на инсектима. Такође је пријављена потрошња пужева.
У Туви је удио хране за животиње маргиналан. Првенствено живи на сјемену громотуље, грма нитре, сибирског грашка, Dracocephalum, и Astragalus, као и шаша током љетњих мјесеци. Вегетативни дијелови биљака нису од значаја. Флинт и Головкин су 1958. и 1959. године утврдили да се скоро 100 одсто садржаја врећица за образе састојало од биљне хране, док је животињска храна пронађена само у 23 одсто врећица хрчака уопште 1958. и 32 одсто 1959. године.
Дневни унос у исхрани хрчка Роборовског у великој мјери зависи од његове тјелесне тежине. Малољетници имају већи унос хране у односу на њихову тежину од одраслих хрчака. На основу своје структуре становништва, Ван ет ал. израчунао је просјечан унос хране од око два грама сјемена биљака дневно. Они одређују функционални однос између дневног уноса хране (N) и тјелесне тежине (М) да буде {\displaystyle N=(1{,}422\cdot \ln(M/{\text{gram}})-1{,}780){\text{ gram}}}
Младунци, малољетници, као и одрасли хрчци, траже храну у својим јазбинама.

## Историја контакта са људима
Руски експедициони поручник Всеволод Роборовски први пут је забележио ове хрчке, откривши их на експедицији у јулу 1894. године, иако нису научно проучавани у најбољем делу друге деценије, све док Константин Сатунин није направио запажања 1903. године. Лондонски зоолошки врт их је увезао у Велику Британију 1960-их, али први хрчци Роборовски проучавани у Британији увезени су 1970-их из московског зоолошког врта. (Ниједан од њих, међутим, није родио потомство.) Континенталне европске земље имале су више успјеха у узгоју неких Роборовских, а оне које су тренутно у Великој Британији су потомци серије увезене из Холандије 1990. године. Они су увезени у САД 1998. године, иако се сада обично налазе у продавницама кућних љубимаца у неколико земаља. У Јужној Кореји, они су скоро једнако чести као зимски бијели руски патуљасти хрчак.

## Варијација
Хрчак Роборовски се разликује од бијелог руског хрчка (Phodopus sungorus) и Камбелов патуљастог хрчка (Phodopus campbelli) због своје мање величине, пјешчане боје крзна и недостатка леђне пруге. Када се посматра одострага, неурокранијум је заобљен и не чини се да је правоугаони као код Камбеловог и код Бијелог руског хрчка. Квржице доњих кутњака су директно супротне и нису наизменичне, као што се види код других чланова рода, а продорни форамен хрчка Роборовског је већи од 4 милиметра (0,16 ин) дужине и краћи је од дужине горњег реда зуба, што је некарактеристично за друга два члана рода.
Тренутно се сматра да постоје 10 варијација хрчка Роборовског. Само један је стандардизован у Великој Британији од 2018. године према Националном савјету за хрчке у Великој Британији, са 4 рода призната и другима који су још увијек у спору.
- Агути — природна сивкасто-браон са бијелом доњом страном и "обрвама" (бијела преко очију)
- Бијело лице — доминантна мутација која производи хрчка боје агути са бијелим лицем
- Хаски — рецесивна мутација која производи хрчка са бијелим лицем са блијеђом, разблаженијом надлаком и без разблаживања на поддлаци.
- "шарени " или "пјед" — идентификоване су и доминантне и рецесивне мутације, ови хрчци су бијели са агути бојом (или хаски/плаво/црно/цимет) у неправилним мрљама преко главе, тијела, а понекад и лица.
- Тачка на глави — комбинација доминантних и рецесивних гена која ствара чисто бијелу животињу са једном мрљом боје на глави.
- Бијело од бијелог лица или тамноуха бијела - комбинација доминантног гена бијелог лица и гена хаскија који производи бијелог хрчка који задржава сивкасту поддлаку и уши.
- Бијело од пједа или чисто бијело - наводно је комбинација два гена за пједа који производе бијелог хрчка. Имајте на уму да два рецесивна гена за пијед не чине бијело.
- Црноока бијела је нови ген за који се показало да није бијела од пједа или бијела од бијелог лица. Овај ген се још увек истражује.
- Црвеноока — рецесивна мутација која производи хрчка боје цимета са чоколадном поддлаком, тамно црвеним очима и блиједим ушима. Додавање пједа цимету даје свијетлије црвене очи. Ово није иста мутација као "смеђе око" или рђа.
- Црна / плава - Првобитно узгајан у Финској, одлазак у Холандију, а затим у Њемачку. Црна и плава су два рецесивна гена која се још истражују. Ови гени су дошли у Велику Британију 2017. године преко Дорик Хамстери и прво британско легло црнаца рођено је тамо прољеће 2018. године. Оба се сматра да су само боје понашају као меланистички и његово даље разблаживање у плаво које се већ налази у другим врстама.[25]

Узгој у заточеништву је такође произвео тамнију варијацију природно пјешчане боје агути крзна. Према Фокс (2006.) бијеле и изведене расе се сматрају мучењем-узгој и стога је њихов узгој забрањен законом у неколико европских земаља као што су Њемачка или Аустрија. Хомозиготни носилац варијанте гена изазива неуролошке симптоме сличне вртложној болести, гдје се животиња врти док не умре од исцрпљености.
Ова забринутост се не види у рецесивном бијелом лицу (хаски).

## Размножавање
Пол хрчка Роборовског се одређује визуелно; женски отвори су веома близу један другоме и могу чак изгледати као један отвор, док су мушки отвори удаљенији. Мужјаци обично имају видљиву мирисну жлијезду у близини пупка изнад два отвора, која се појављује као жута мрља код старијих животиња.
Сезона размножавања хрчка Роборовског је између априла и септембра. Гастација траје од 20 и 22 дана, производећи три до четири легла. Величина легла је између три и девет, са просјеком од шест младунаца. Хрчкови Роборовски узгајани у заточеништву често се размножавају током цијеле године.
Потомство тежи 12 g (0,42 oz)–2 g (0,071 oz) при рођењу. На рођењу, потомци немају крзно, секутићи и канџе су видљиве, али очи, ушне пераје и прсти су запечаћени. Након три дана бркови постају видљиви, а након пет дана развијају се прве леђне длаке. Прсти се раздвајају након шест дана, а након једанаест дана тијело је потпуно формирано. Млади хрчци отварају очи до 14. дана.

## Хрчак Робовског као кућни љубимац
Роборовски хрчци су постали све популарнији као кућни љубимци у посљедњих неколико година. Они су најпогоднији за живот као само посматрачка створења, са ограниченом интеракцијом између њих и људи, због повећаног нивоа активности који доводе до високе предиспозиције за стрес и смањене лакоће руковања у поређењу са другим домаћим врстама хрчака. Међутим, они се могу укротити с временом.
У просјеку, хрчци Роборовског ће живјети 26 мјесеци у заточеништву.
Иако се тврди да су хипоалергени, хрчци Роборовског су повезани са развојем астме код претходно асимптоматских власника.
У ријетким ванредним ситуацијама, плитка посуда топле воде може бити неопходна за чишћење штетних материја из крзна хрчка; међутим, у нормалним околностима, хрчци никада не треба купати у води јер, осим што је невјероватно стресно, то може уклонити витална заштитна уља из њихове длаке, што може бити опасно и потенцијално фатално. Хрчци се често дотјерују, а умјесто воде треба понудити пјешчану купку како би им помогли да остану чисти и здрави.

### Удомљавање
За разлику од других врста хрчака (види 'понашање сиријског хрчка'), хрчци Роборовског се понекад могу држати у истополним паровима или малим групама ако се одгајају заједно од малих ногу. Један или пар хрчака Роборовских се могу држати у кавезу од најмање 50 x 100 цм, или еквивалент од 0,5 квадратних метара са најмање 15–20 цм подлоге, тако да могу да искористе свој природни нагон да се укопају. Међутим, већа површина и дубина подлоге препоручује се за све врсте хрчака, гдје је "веће је увијек боље". Additional levels do not count toward the base area. Акваријуми и импровизована кућишта се обично користе међу ентузијастима хрчака, често преферирани због њихове способности да држе веће количине подлоге, доступности и трошкова, између разних других разлога, у односу на традиционалне жичане кавезе (види слике за примјере).
Ако дође до борбе унутар групе, хрчке треба одмах раздвојити како би се избјегле повреде. Хрчци Роборовског су веома активни, тако да је точак који одговара врсти неопходан. О величини точка се још увек расправља, али општи консензус је да точак треба да буде најмање 16.5 cm (6.5 inches).. Други извори препоручују минимални пречник од 20 cm (8 inches).
Хрчци Роборовског, као и многи глодари, природно ће избјегавати велике отворене просторе, одлучујући се да се држе близу зидова ако су присиљени да буду на отвореном, гдје се осећају најсигурније. Обезбјеђивање више скровишта је од виталног значаја. То се може постићи постављањем грана, тунела и разних других склоништа у блиском аранжману.

### Исхрана
На основу њихове природне исхране, власници треба да обезбједе храну за хрчке која садржи углавном житарице и ситна сјемена. Животињски протеини такође треба понудити, у облику брашнара, скакаваца или других инсеката. Осушени инсекти могу се понудити умјесто живог плијена. Неки хрчци такође прихватају морске плодове као што су сушени гамаруси.
Да би се подржало њихово природно понашање у потрази за храном и складиштењем, храна треба да буде разбацана по кућишту, скривена на неколико мјеста или благо закопана испод подлоге (приближно 1 кашичица хране по хрчку дневно).
Намирнице коју треба избегавати при храњењу хрчака Робовског укључују:
- Лиснати зелени дијелови парадајза (токсични)
- Месо са високим садржајем масти
- Чоколада или слаткиши
- Лук, бијели лук и паприка (могу изазвати иритацију желуца)
- Сви цитруси (сувише кисело)
- Сјеме јабуке
- Патлиџан

Свјежа вода треба да буде доступна у сваком тренутку. Посуда је пожељнија од боце, јер подстиче природнији и удобнији положај током пијења воде.
Секутићи хрчака Робовског никада не престају да расту и имају систем "самооштрења" гдје секутиће мељу једни против других док гризу, што носи зубе доле; Дакле, играчке за жвакање су неопходне.

### Постељина / подлога
Материјали за гнијежђење треба да буду лако уситњени и пробављиви, као што су тоалетни папир без мириса, маховина, сијено или лишће.
Избјегавајте материјале који се раздвајају у танке нити када се жвачу (као што су памук или слични "пахуљасти" производи за постељину), јер заплетање или гутање представља озбиљан здравствени ризик за хрчке. Струготине од меког дрвета (као што су бор или кедар) такође су неприкладне јер садрже штетне хемикалије које могу оштетити респираторни систем хрчка. Струготине од тврдог дрвета као што је Аспен су безбједне за употребу.
Пјесак мора бити без прашине.Пјесак чинчила је превише прашњав за хрчке и може изазвати респираторне проблеме. Птичји пјесак такође није погодан јер садржи крхотине сломљене љуске.

## На филмском екрану
Кратки филм Роборовски, о хрчку, који су заједно написали и режирали Тилда Кобам-Херви и Дев Пател, премијерно је приказан на Фликерфесту у Сиднеју у јануару 2020. године, а освојио је неколико награда на Антиподеан филмском фестивалу у Сен Тропеу у Француској 2021. године.